# Suragina decorata
Suragina decorata är en tvåvingeart som beskrevs av Enrico Adelelmo Brunetti 1927. Suragina decorata ingår i släktet Suragina och familjen bäckflugor. Inga underarter finns listade i Catalogue of Life.